# 克林頓鎮區 (愛荷華州林縣)
克林頓鎮區（英語：Clinton Township）是位於美國愛荷華州林縣的一個行政鎮區。

## 地方資料
根據2010年美國人口普查的數據，克林頓鎮區的面積為68.22平方千米，當中陸地面積為67.57平方千米，而水域面積為0.65平方千米。當地共有人口871人，而人口密度為每平方千米12.77人。